# Mobiles Sicherungsmittel
Als mobile Sicherungsmittel werden im Bergsport jene Sicherungsmittel bezeichnet, die von Bergsteigern sowie Fels- und Eiskletterern mitgeführt und aus der Kletterstellung verhältnismäßig leicht an natürlichen Fels- oder Eisstrukturen angebracht und auch wieder entfernt werden können, um Sicherungspunkte für die Absicherung einer Kletterroute in nicht dauerhafter Weise einzurichten. Mobile Sicherungsmittel werden in der Regel beim Klettern
vom Vorsteiger angebracht und entweder vom Nachsteiger oder vom Vorsteiger beim Abseilen oder Ablassen wieder entfernt.
Zu den mobilen Sicherungsmitteln zählen:
- Bandschlingen (verwendet als Sanduhr-, Baum-, Köpfel- und Zackenschlingen)
- Knotenschlingen (in Felsrissen, insb. in traditionellen Sandstein-Klettergebieten, in denen potenziell felsschädigende Sicherungsmittel nicht verwendet werden dürfen)
- Klemmkeile
- Klemmgeräte
- Eisschrauben
- Firnanker (verwendet an steilen Firnhängen)

Normalhaken, die mit dem Hammer in Felsrisse eingeschlagen werden, zählen nicht zu den mobilen Sicherungsmitteln, da sie nur mit vergleichsweise erheblichem Aufwand und im Allgemeinen nicht aus der Kletterstellung angebracht und wieder entfernt werden können. Auch würde das wiederholte Herausschlagen der Haken die verwendeten Felsstrukturen auf Dauer schädigen bzw. zerstören.